# 阿刀大足
阿刀 大足（あと の おおたり、生没年不詳）は、奈良時代から平安時代初期にかけての貴族・学者。空海の母方のおじにあたる。位階は従五位下。

## 経歴
延暦7年（788年）空海は母方のおじで学者であった大足を頼って平城京に上京する。その後、延暦11年（792年）に空海が大学寮に入るまで、大足は空海に対して論語・孝経・史伝・文章などの個人指導を行った。延暦23年（804年）大足の援助により、第18次遣唐使の学問僧として空海の入唐を実現させた。
また、大足は伊予親王の侍読も務めたが、その後の動静は明らかでなく、大同2年（807年）に発生した伊予親王の変に連座して失脚した可能性もある。位階は従五位下に至った。